# القمر المتجول
القمر المتجول (باليابانية: 流浪の月) فيلم دراما ياباني من إخراج لي سانغ إيل. وبطولة سوزو هيروسه وتوري ماتسوزاکا. الفيلم مقتبس من رواية تحمل نفس الاسم.

## القصة
فقدت "سارسا" والدها بسبب المرض وتخلت عنها والدتها وانتقلت للعيش مع خالتها. تعرضت سارسا للتحرش الجنسي من قبل ابن خالتها تاكاهيرو، ودائمًا ما كانت تقضي وقتها في المتنزه بعد المدرسة. في ذلك المتنزه، كان هناك طالب جامعي يبلغ من العمر 19 عامًا، يُدعى فومي سايكي، يُطلق عليه لقب مشتهي الاطفال "لوليكون" منذ المدرسة الابتدائية. ذات يوم أمطرت في المتنزه. عندما يرى أن سارسا تتبلل، يقدم لها فومي مظلة. بعد ذلك، وبعد أن شعر بمشاعر سارسا بأنها لا تريد العودة إلى منزل خالتها، دعها إلى شقته. ساراسا تقضي شهرين مع فومي. وفي الوقت نفسه، تم الإبلاغ عن اسم سارسا على مستوى البلاد باعتباره فتاة مفقودة. عندما يخرج فومي وساراسا معًا، يتم العثور عليهما بواسطة أحد المارة، ويتم القبض على فومي كخاطف. وتحتجز سارسا من قبل الشرطة. المشهد الذي تبكي فيه سارسا لأنها "لا تريد الانفصال عن فومي" تم تصويره على الهاتف المحمول لأحد المارة وانتشر. بعد ذلك، استمر تصنيف سارسا على أنها "فتاة مسكينة تضررت" وفومي على أنه "خاطف مشتهي الاطفال "لوليكون" وشرير". على الرغم من أن العلاقة بين الاثنين كانت مختلفة تمامًا عما يعتقده الأشخاص من حولهم. بعد خمسة عشر عامًا من الحادث، في أحد الأيام عندما بلغت سارسا الرابعة والعشرين من عمرها، صادف أن قابلت فومي مرة أخرى.

## الممثلون
- سوزو هيروسه بدور زوجة سارسا.
- توري ماتسوزاكا بدور فومي سايكي.
- ريوسي يوكوهاما بدور ريو ناكاسي.[3]
- ميكاكو تابه بدور أيومي تاني.[4]
- شوري بدور كاناكو أنزاي.[5]
- تاكاهيرو ميورا بدور يومورا.[5]
- تاماكي شيراتوري بدور زوجة سارسا (الطفولة).[5]
- ميتسوساكورا ماسودا بدور ريكا أنزاي.[5]
- ياياكو أوشيدا بدور أوتوها سايكي.[5]
- اكيرا ايموتو بدور أجاتا.[5]